# 短花稻
短花稻（学名：Oryza brachyantha）又称短花药野生稻、短药野生稻、短花药稻等，为禾本科稻属下的一个种。是水稻的远亲，与其它稻种的关系至今不明确。是稻属中与李氏禾属关系最为密切的一种，有部分相似的特性。原产于热带非洲，如几内亚、马里、塞拉利昂、苏丹、刚果、赞比亚等地。可见于开放湿地，易干枯的水里或红土岩上的水坑。为单年生草本植物。染色体数为24，基因组为FF。

## 名称
其拉丁学名的种加词brachyantha为两个希腊词根拼合而成，brachy-意为“短的”，anth-意为“花”。

## 形态
为单年生草本植物。植株高度低于一米，茎秆细、短，小穗细小且狭长，1.6米以下，护颖长2mm，有长芒，6-17厘米。